# Sacrum, mit, historia
Sacrum, mit, historia – tom zawierający wybór tekstów religioznawczych i antropologicznych Mircei Eliadego wydany po raz pierwszy w Polsce w 1970 roku przez Państwowy Instytut Wydawniczy.
Sacrum, mit, historia było drugą, po Traktacie o historii religii (wyd. 1966) publikacją Eliadego przetłumaczoną na język polski. Praca była wznawiana w 1974 i 1993.
Głównym tematem antologii jest "stosunek archaicznego świata kulturalnego do zmienności, do historii". W części pierwszej zawarte są definicje podstawowych pojęć: symbolu, archetypu i mitu, a także ich społeczne i psychologiczne podstawy. Część druga poświęcona jest strukturze "archaicznej wizji bytu" i jej podstawowym elementom: czasowi sakralnemu i przestrzeni sakralnej. W części trzeciej zebrano fragmenty poświęcone zetknięciu się świata mitycznego i zmiennego świata historycznego.
Na tom składają się fragmenty prac:
- Images et symboles. Essais sur le symbolisme magico-religieux (Gallimard 1952);
- Le mythe de l'éternel retour, rozdz. Archétypes et répétition (Gallimard 1949);
- Das Heilige und das Profane. Vom Wesen des Religiösen (Rowohlt Taschenbuch-Verlag Gmbh 1957);
- Mythes, rêves et mystères (Gallimard 1957);
- Méphistophélès et l'androgyne (Gallimard 1962).

Skład polskiej publikacji był autoryzowany przez Eliadego.